# Grb Rijeke
Grb Rijeke heraldički je grb Grada Rijeke, najveće hrvatske luke. Zajedno s gradskom zastavom čini glavni vizualni simbol grada. Temelji se na povijesnom riječkom grbu koji je nastao 1659., kada je austrijski car i ugarsko-hrvatski kralj Leopold I. oslobodio Rijeku od feudalnih obaveza prema Habsburzima te prilikom davanja statusa slobodnog grada 6. lipnja iste godine dodjeljuje Rijeci povelju s riječkim grbom.
Grb je ovalnog oblika i u sredini se nalazi crni dvoglavi orao na crvenoj pozadini. Dvoglavi orao s raširenim krilima stoji na stijeni i drži vrč iz koje se izlijeva voda.
Na povijesnoj inačici nalazi se austrijska carska kruna s dvjema plavim vrpcama koje vise vodoravno iz nje. Ovalni štit je obrubljen trobojnom trakom (karmina, zlatno žuta i plava) koja sredinom 19. stoljeća postaje osnova za riječku zastavu. Ispod štita nalazio se i natpis »INDEFICIENTER« (nepresušan), koji se više ne nalazi na suvremenoj službenoj inačici grba.

## Galerija
- Dvoglavi orao u izvornom obliku sa krunom na Gradskom tornju, 2007.
- Riječki dvoglavi orao u dvorištu Muzeja grada Rijeke, 2008.
- Grb Rijeke na zgradi Gradske vijećnice, 2023.

## Vanjske poveznice
- Zastava i grb Rijeke, The FAME – Željko Heimer, zeljko-heimer-fame.from.hr